# 高松市美術館
高松市美術館（たかまつしびじゅつかん）は、香川県高松市にある市立の美術館。アーケード街（高松中央商店街）に隣接しJR高松駅・琴電瓦町駅からも徒歩圏内に位置する都市型の施設である。
1988年（昭和63年）8月に開設。2015年1月から2016年3月25日まで改修工事のため長期休館し、同年3月26日にリニューアルオープンした。

## 概要
- 運営主体 - 高松市
- 設置目的 - 芸術に関する市民の知識および教養の向上と市民文化の発展に寄与するため
- 開館時間
  - 平日　9:30～19:00
  - 土曜日・日曜日・祝日　9:30～17:00（但し、入館は閉館の30分前まで）
- 休館日
  - 原則として月曜日
  - 年末年始
- 所在地 - 香川県高松市紺屋町10番地4

## アクセス
- 高松中央商店街（丸亀町商店街）宮脇書店丸亀町本店および中国銀行高松支店の横の十字路（美術館通り）を西進してすぐ。
  - ことでん瓦町駅徒歩15分程度。高松中央商店街を常磐街商店街・南新町商店街・丸亀町商店街と抜けて上記交差点にて左折する。
  - ことでん片原町駅徒歩15分程度。高松中央商店街を片原町商店街・丸亀町商店街と抜けて上記交差点にて右折する。

## 建築
- 設計 - 佐藤総合計画
- 竣工 - 1988年
- 敷地面積 - 3,203m²
- 延床面積 - 15,799m²
- 構造 - SRC造、RC造
- 規模 - 地上5階、地下2階
- 用途 - 美術館
- 受賞 - BCS賞

## コレクションの概要
高松市美術館のコレクションは、美術館設立準備の過程において検討・制定された三つの方針、「戦後日本の現代美術」、「20世紀以降の世界の美術」、「香川の美術」に沿って収集が行われ、現在も継続されている。
戦後日本の現代美術
第二次世界大戦後の日本の美術の代表的な作家が網羅されており、実験工房、具体美術協会、ネオ・ダダイズム・オルガナイザーズ、ハイレッド・センターといったグループに関する作品はその重要な核となっている。特に田中敦子の「電気服」は著名な作品である。その他、大竹伸朗、奈良美智、村上隆、中原浩大から菅木志雄、小林孝亘、曽谷朝絵、伊藤存、鬼頭健吾、名和晃平、諫山元貴など、1990年代から2000年代の作家の作品も継続的に購入し続けている。また、陶彫は戦後日本の現代美術を示す上で特徴あるコレクションであり、イサム・ノグチ、八木一夫、林康夫、柳原睦夫、鯉江良二、秋山陽、田嶋悦子、重松あゆみ、戸田守宣、亀井洋一郎など、戦後の前衛陶芸を開拓した作家の作品から現代の陶芸表現まで幅広く展観できる内容になっている。

20世紀以降の世界の美術
海外作品のコレクションは20世紀以降をその対象としており、主に版画など複数制作の作品を中心に収集されている。パブロ・ピカソ、アンリ・マチス、ワシリー・カンディンスキー、マックス・エルンスト、アルベルト・ジャコメッティといった巨匠の作品から、アンディ・ウォーホル、ロイ・リキテンシュタインなどポップアートの作家の作品、現代美術において大きな影響を与えたマルセル・デュシャンの作品など、そのコレクション内容は質、量ともに特筆すべきものとなっている。

香川の美術
香川漆器（讃岐漆芸）や彫金・金工など香川の工芸作品に重点を置いており、重要無形文化財保持者に認定された音丸耕堂、磯井如真、太田儔の漆芸作品や、北原千鹿の金工作品などはコレクションの重要な一部である。